# Kvie
Kvie este o arie protejată (arie specială de conservare — SAC, sit de importanță comunitară — SCI) din Suedia întinsă pe o suprafață de 26,5 ha, integral pe uscat.

## Localizare
Centrul sitului Kvie este situat la coordonatele 57°19′53″N 18°22′31″E / 57.3314°N 18.3753°E.

## Înființare
Situl Kvie a fost declarat sit de importanță comunitară în aprilie 2004 pentru a proteja 1 specie de animale. Situl a fost protejat și ca arie specială de conservare în martie 2011.

## Biodiversitate
Situată în ecoregiunea boreală, aria protejată conține 3 habitate naturale: Mlaștini alcaline, Izvoare petrifiante cu formare de travertin (Cratoneurion), Pășuni din zone de pădure fino-scandinave.
La baza desemnării sitului se află o specie protejată de  nevertebrate: Vertigo geyeri.